# Опатковиці-Древняне
Опатковиці-Древняне (пол. Opatkowice Drewniane) — село в Польщі, у гміні Імельно Єнджейовського повіту Свентокшиського воєводства.
Населення — 159 осіб (2011).
У 1975-1998 роках село належало до Келецького воєводства.

## Демографія
Демографічна структура на день 31 березня 2011 року:
|          | Загалом | Допрацездатний вік | Працездатний вік | Постпрацездатний вік |
| -------- | ------- | ------------------ | ---------------- | -------------------- |
| Чоловіки | 74      | 14                 | 50               | 10                   |
| Жінки    | 85      | 19                 | 45               | 21                   |
| Разом    | 159     | 33                 | 95               | 31                   |